# Gypona obscurior
Gypona obscurior är en insektsart som beskrevs av Fowler 1903. Gypona obscurior ingår i släktet Gypona och familjen dvärgstritar. Inga underarter finns listade i Catalogue of Life.